# Decollatura
Decollatura es un municipio sito en el territorio de la provincia de Catanzaro, en Calabria (Italia).

## Demografía
| Gráfica de evolución demográfica de Decollatura entre 1861 y 2001 |
|                                                                   |
| Fuente ISTAT - elaboración gráfica a cargo de Wikipedia           |